# Ajab Prem Ki Ghazab Kahani
Pour plus de détails, voir Fiche technique et Distribution.
Ajab Prem Ki Ghazab Kahani (hindi: अजब प्रेम की ग़ज़ब कहानी, ourdou: عجب پریم کی غضب کہانی, « L'histoire malheureuse d'un amour étrange ») est une comédie romantique de Bollywood sortie en 2009 réalisé par Rajkumar Santoshi avec Ranbir Kapoor et Katrina Kaif dans les rôles principaux. Salman Khan et le réalisateur font des apparitions dans le film qui a été tourné a Ooty, Mumbai, Pune, Goa et en Turquie.

## Synopsis
La philosophie de Prem Shankar Sharma (Ranbir Kapoor) est de diffuser la joie et le groupe qu'il a formé, le Happy Club, l'aide dans cette tâche. Cependant à chaque fois qu'il essaie de faire le bonheur des autres, il provoque le chaos. C'est ainsi qu'il enlève accidentellement Jenny (Katrina Kaif) dont il tombe immédiatement amoureux, mais elle en aime un autre. Il fait tout ce qu'il peut pour lui faire partager ses sentiments notamment en l'aidant à échapper à un mariage arrangé par ses parents adoptifs. Le père de Jenny, son fiancé éconduit et un politicien véreux les poursuivent.

## Fiche technique
- Titre : Ajab Prem Ki Ghazab Kahani
- Titre original en hindi : अजब प्रेम की ग़ज़ब कहानी
- Titre original en ourdou :  عجب پریم کی غضب کہانی
- Réalisateur : Rajkumar Santoshi
- Scénario : Rajkumar Santoshi
- Musique : Pritam
- Parolier : Irshad Kamil et Ashish Pandit
- Chorégraphie : Ahmed Khan
- Direction artistique : Nitesh Roy
- Photographie : Thiru
- Montage : Steven H. Bernard
- Cascades et combats : Abbas Ali Moghul et Tinu Verma
- Producteur : Ramesh S Taurani
- Distribution : Shemaroo
- Langue : Hindi
- Pays d'origine : Inde
- Date de sortie : 6 novembre 2009
- Format : Couleurs
- Genre : Romance, comédie
- Durée : 161 min

## Distribution
Ranbir Kapoor: Prem Shankar Sharma
Katrina Kaif: Jennifer Pinto
Upen Patel: Rahul Jalan
Salman Khan: (Lui-même) Spécial Apparence
Govind Namdeo: Pitambar Jalan
Smita Jaykar: Sharda Sharma
Navneet Nishan: Mrs. Pinto
Mithilesh Chaturvedi: Mr. Pinto

## Musique
La musique est composée par Pritam sur des paroles d'Irshad Kamil et d'Ashish Pandit
| Numéro | Chanson                          | Chanteur(s)/se(s)                             | Durée |
| ------ | -------------------------------- | --------------------------------------------- | ----- |
| 01     | Main Tera Dhadkan Teri           | KK, Sunidhi Chauhan, Hard Kaur                | 4:33  |
| 02     | Tu Jaane Na                      | Atif Aslam, Soham Chakrabarthy, Rana Mazumder | 5:41  |
| 03     | Oh By God                        | Mirza Fuki, Sunidhi Chauhan                   | 4:59  |
| 04     | Tera Hone Laga Hoon              | Amjad, Alisha Chinoy,Atif Aslam               | 5:00  |
| 05     | Prem Ki Naiyya                   | Neeraj Shridhar, Suzanne D'Mello              | 4:11  |
| 06     | Aa Jao Meri Tamanna              | Javed Ali                                     | 4:05  |
| 07     | Follow Me                        | Hard Kaur                                     | 2:52  |
| 08     | Tu Jaana Na (Reprise)            | Kailash Kher                                  |       |
| 09     | Main Tera Dhadkan Teri (Remix)   | KK, Sunidhi Chauhan, Hard Kaur                |       |
| 10     | Tu Jaane Na (Remix)              | Atif Aslam                                    |       |
| 11     | Prem Ki Naiyya (Remix)           | Neeraj Shridhar, Suzanne D'Mello              |       |
| 12     | Tera Hone Laga Hoon (Remix)      | Atif Aslam, Alisha Chinoy                     |       |
| 13     | Aa Jao Meri Tamana (Remix)       |                                               |       |
| 14     | Tu Jaane Na (version acoustique) | Alisha Chinoy, Atif Aslam                     |       |